# Cheats (film)
Cheats è un film statunitense del 2002 diretto da Andrew Gurland.